# Bonefish (U-Boot, 1959)
Die USS Bonefish (SS-582) war ein U-Boot der United States Navy und gehörte der Barbel-Klasse an. Sie stand von 1959 bis 1988 in Dienst.

## Geschichte
SS-582 wurde 1956 in Auftrag gegeben und 1957 bei New York Shipbuilding auf Kiel gelegt. 1958 lief das U-Boot vom Stapel und wurde von Mrs. Lawrence L. Edge, der Ehefrau des letzten Kommandanten der USS Bonefish (SS-223), auf den Namen Bonefish getauft, nach der Fischgattung Grätenfische. 1959 wurde das U-Boot in Dienst gestellt.
Nach den Erprobungsfahrten wurde das U-Boot in San Diego stationiert und verlegte von dort 1960 zur ersten Einsatzfahrt in den Westpazifik. 1961 folgte die erste Überholung in der Mare Island Naval Shipyard, wo unter anderem die Tiefenruder an den Turm verlegt wurden. 1962 verlegte die Bonefish wieder nach Fernost. Im Anschluss wurde sie in Pearl Harbor, Hawaii stationiert, von wo sie 1964 wieder in den westlichen Pazifik verlegte. Danach wurde das Boot in der Pearl Harbor Naval Shipyard überholt. Erst 1966 verlegte die Bonefish wieder, unter anderem in den Golf von Tonkin, wo der Vietnamkrieg tobte. Im folgenden Jahr fuhr die Bonefish Häfen in Japan, den Philippinen und Hong Kong an. 1968/1969 lag sie wieder in der Pearl Harbor NSY. Mitte 1969 verlegte das U-Boot dann wieder in Richtung Fernost, ebenso Anfang 1971, als sie wieder vor Vietnam fuhr. Daraufhin folgte eine einjährige Überholung in der Pearl Harbor NSY, erst 1974 befuhr die Bonefish wieder den Westpazifik.
Ende 1975 brach die Bonefish zu Übungen mit den Marinen Japans, Taiwans und Südkoreas auf, nach der Rückkehr stand eine weitere Überholung an, die bis Mitte 1977 dauerte. Danach wurde das U-Boot nach San Diego zurückverlegt. Von dort begann die Bonefish 1978 die nächste Einsatzfahrt in den Westpazifik. Im Folgejahr 1979 folgte eine weitere Überholung in Pearl Harbor. Anschließend besuchte das U-Boot mehrere mittel- und südamerikanische Häfen im Rahmen des Manövers UNITAS und brach 1980 erneut zu einer Fahrt in den Westpazifik auf. 1982 wurde das Boot in den Atlantik verlegt, von wo aus sie unter anderem Hamburg besuchte. 1983 wurde die Bonefish in der Charleston Naval Shipyard, ihrem neuen Heimathafen, überholt.
Am 24. April 1988 führte die Bonefish vor Florida Übungen mit der Fregatte Carr durch. Nachdem Wasser in den Batteriebereich des U-Bootes eingedrungen war, explodierten Batterieblöcke, wodurch sich ein Feuer entzündete. Bonefish tauchte auf, die Besatzung verließ das Boot sofort und wurde von Carr und John F. Kennedy aufgenommen. Das U-Boot wurde nach Charleston geschleppt, wo drei vermisste Seeleute tot im Boot gefunden wurden. Da die Bonefish ohnehin nahe dem Ende ihrer Dienstzeit war, wurde sie nicht wieder instand gesetzt, sondern am 28. September außer Dienst gestellt und 1989 verkauft und abgebrochen.